# Marble Canyon

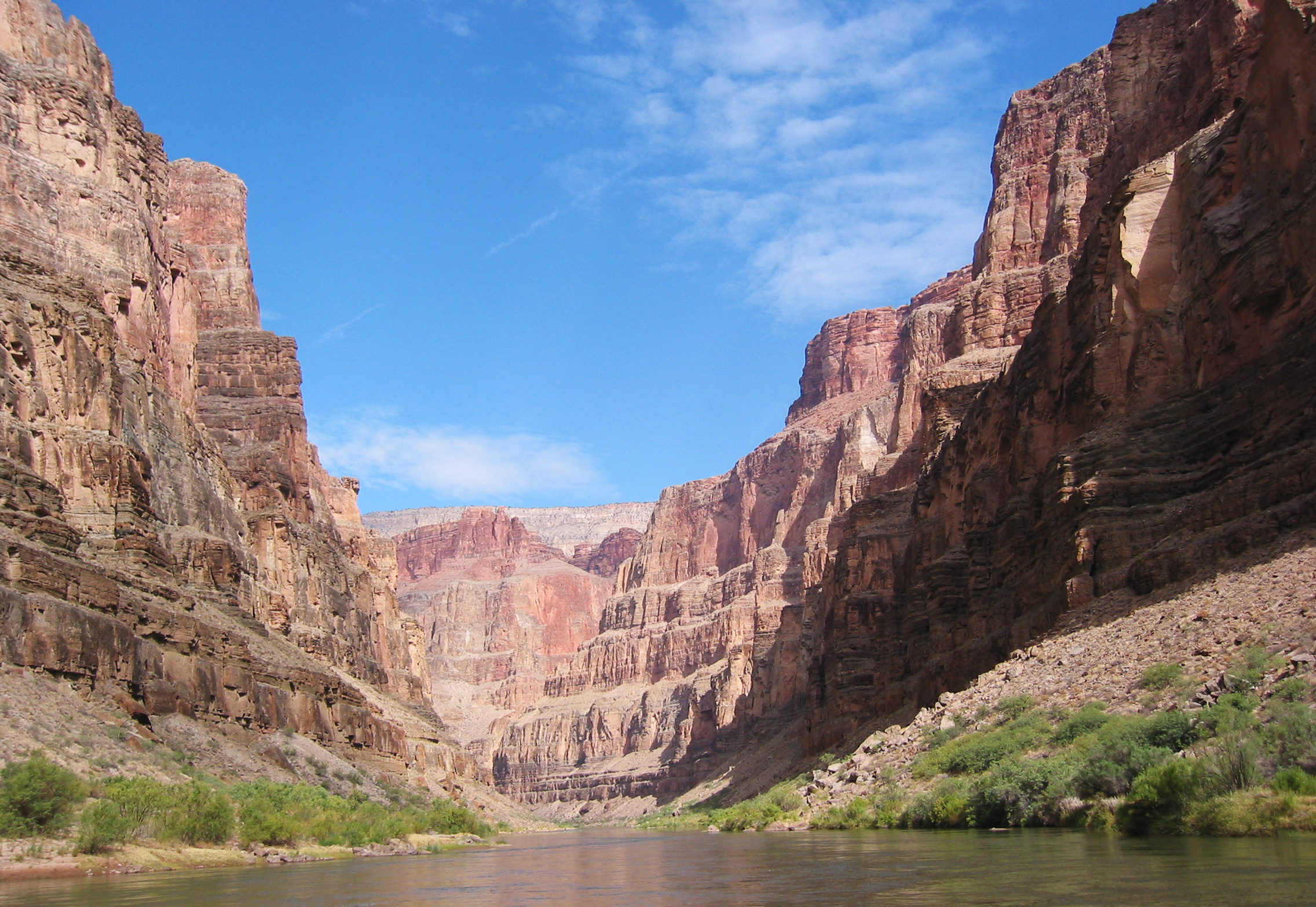
Kanion Marble

Marble Canyon (pol. Kanion marmurowy)– część kanionu rzeki Kolorado w północnej Arizonie, biegnący od Lee's Ferry do przecięcia z Little Colorado River, jest początkiem Wielkiego Kanionu. Kanion leży około 20 km na południowy zachód od Page. Nazwa sugeruje że jest zbudowany z marmuru, jednak nazwę taką nadał odkrywca John Wesley Powell, którego urzekły wspaniałe, wypolerowane, wielobarwne klify.
Marble Canyon jest często punktem początkowym raftingu poprzez Wielki Kanion Kolorado.